# MiR-33a
miR-33 — это семейство предшественников микроРНК, которые инициируются специфическим ферментом Dicer с образованием зрелых микроРНК.[1] miR-33 был обнаружен всего у нескольких видов животных, включая человека. У некоторых видов есть единственный представитель этого семейства, который дает зрелый продукт mir-33. У людей есть два представителя этого семейства, называемые mir-33a и mir-33b, которые расположены в интронных областях в пределах двух генов, кодирующих белок для SREBP-1 и SREBP-2.

## Идентификатор
miR-33a Альтернативные символы miR33a.

## Функции
miR-33a играет роль в метаболизме липидов, а именно, подавляет ряд АВС-транспортеров, включая АВСА1 и АВСG1, которые соответственно в свою очередь регулируют образование холестерина и ЛПВП [3][5] Еще одна роль miR-33a в дегидратации жирных кислот и чувствительности макрофагов к фракции ЛПНП[2] Высказано предположение, что miR-33a и miR-33b влияют на регуляцию генов, которые участвуют в метаболизме жирных кислот и инсулина. Возможны участки связывания miR-33,были идентифицированы в ДНК опухолевого супрессора p-53. Кроме того, исследование показало, что miR-33a, способно подавлять экспрессию p-53 и индуцированный p-53 апоптоз. Считается, что эта функция связана с обновлением генопоэтических стволовых клеток.

## Приложения
miR-33a имеет смысл использовать для диагностики или лечения состояний, связанных с метаболическими нарушениями, системными заболеваниями, сердечно сосудистыми заболеваниями.[3][8]